# ستيوارت أنتوني
ستيوارت أنتوني (بالإنجليزية: Stuart Cash)‏ (1969 في المملكة المتحدة - ) هو لاعب كرة قدم بريطاني في مركز الظهير. لعب مع ستيفيناغ بوروه وشروزبري تاون ونادي برينتفورد ونادي تشيسترفيلد ونادي روذرهام يونايتد وويكمب وندررز ونوتينغهام فورست ووولفرهامبتون واندررز وHalesowen Town F.C. ‏ ونادي إِنفيلد ‏ ونادي سلاو تاون ونادي ستوربريدج ونادي ألدرشوت تاون وBilston Town F.C. ‏ وتشيرتسي تاون ‏ وتشيشام يونايتد ‏.

## وصلات خارجية
- ستيوارت أنتوني على موقع قاعدة بيانات كرة القدم.إي يو (الإنجليزية)
- ستيوارت أنتوني على موقع Soccerbase.com (لاعب) (الإنجليزية)